# 福島県道171号新地停車場釣師線

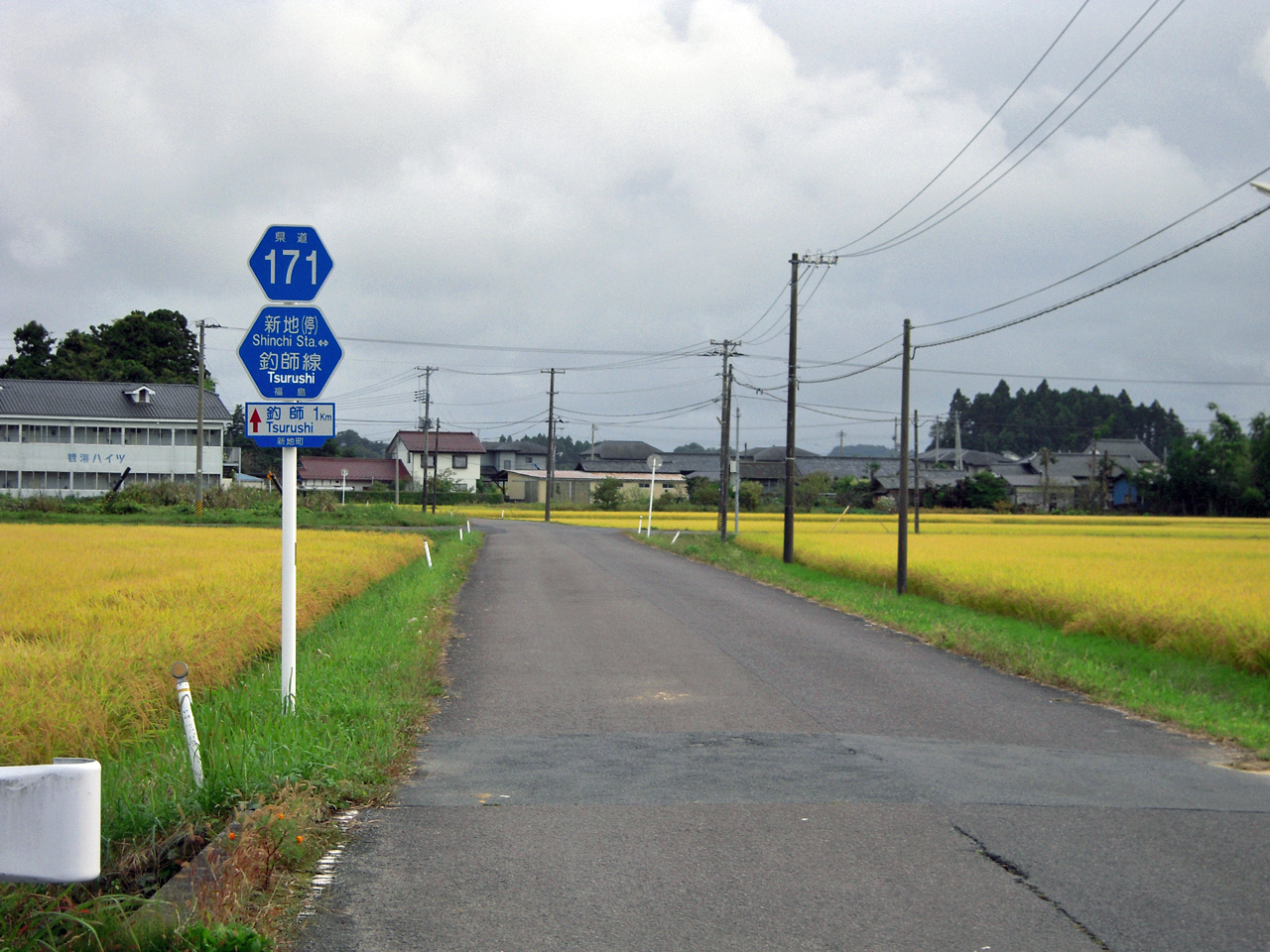
JR新地駅前より南側を望む（2008年10月）

福島県道171号新地停車場釣師線（ふくしまけんどう171ごう しんちていしゃじょうつりしせん）は、福島県相馬郡新地町を通る一般県道である。常磐線新地駅と釣師浜漁港のある釣師地区とを結ぶ。

## 概要
- 起点：福島県相馬郡新地町谷地小屋字枡形
- 終点：福島県相馬郡新地町谷地小屋字釣師
- 総延長：1.337 km[1]
  - 実延長：総延長に同じ
- 路線認定年月日：1959年8月31日[2]

### 新道・バイパス
釣師工区
- 起点：相馬郡新地町小川字八幡前
- 終点：相馬郡新地町谷地小屋字釣師
- 延長：2.4 km

2011年3月11日に発生した東日本大震災による津波で甚大な被害を受けた新地町内の災害復旧事業である。ふくしま道づくりプラン（復興計画対応版）における『津波被災地域における復興まちづくりを支援する道路』として、2012年度から事業化された。2018年3月26日に谷地小屋字中島・小川字八幡前境界上の福島県道273号赤柴中島線交点から小川字浜田の福島県道・宮城県道38号相馬亘理線新地工区にかけての0.3 kmが県道38号新地工区とともに供用された。2018年度中の全線開通を目標にしている。

### 道路施設
砂子田川橋
- 全長：33.0m
- 幅員：14.0m
- 竣工：2016年[4]

中島2丁目、駅前1丁目から小川字八幡前に至り、二級水系砂子田川を渡る。橋上は上下対向2車線で供用され、上下線両側に歩道が設置されている。南詰は福島県道273号と交差する十字路である。
釣師跨線橋
- 全長：34.0m
- 幅員：10.0m
- 竣工：2016年[4]

小川字八幡前にてJR常磐線を渡る跨線橋である。橋上は上下対向2車線で供用され、下り線側に歩道が設置されている。

## 地理

### 通過する自治体
- 福島県
相馬郡新地町

### 交差する道路
- 宮城県道・福島県道103号金山新地停車場線（谷地小屋字枡形 起点）
新地町埒木崎の国道6号に「171」と書かれた標識があり、一部の道路地図などにも県道171号と表示されているが、これは県道103号であり、標識設置者の誤解と思われる。
- 福島県道273号赤柴中島線（谷地小屋字中島）
- 福島県道・宮城県道38号相馬亘理線新地工区（小川字浜田）
- 福島県道・宮城県道38号相馬亘理線（谷地小屋字釣師 終点）

### 沿線
- JR常磐線 新地駅
- 釣師浜海水浴場